# Dwór w Czesławicach
Dwór w Czesławicach – wzniesiony na XIX wieku dwór w stylu klasycystycznym.
Ulokowany w gminie Gołańcz, we wsi Czesławice. Jednokondygnacyjny, podpiwniczony, o bryle zwartej, murowany, na cokole z kamienia polnego, nakryty dachem dwuspadowym, z wieżyczką na osi i wystawką na poddaszu, o silnie podkreślonych osiach w obydwu kierunkach, z podjazdem o formie rampy od frontu. Otoczony parkiem.
Pod koniec XX wieku mieścił kaplicę i mieszkanie.